# Биделсдорф
Биделсдорф (њем. Büdelsdorf) град је у њемачкој савезној држави Шлезвиг-Холштајн. Једно је од 165 општинских средишта округа Рендсбург. Према процјени из 2010. у граду је живјело 10.218 становника. Посједује регионалну шифру (AGS) 1058034.

## Географски и демографски подаци
Биделсдорф се налази у савезној држави Шлезвиг-Холштајн у округу Рендсбург. Град се налази на надморској висини од 9 метара. Површина општине износи 6,5 km². У самом граду је, према процјени из 2010. године, живјело 10.218 становника. Просјечна густина становништва износи 1.574 становника/km².

## Међународна сарадња
| Мјесто   | Држава | Врста сарадње | Од    |
| -------- | ------ | ------------- | ----- |
|          | Чешка  | контакт       | 2007. |
| Сејлфлод | Данска | партнерство   | 1991. |
| Извор    |        |               |       |